# Feltámadás fatemplom (Gyulafehérvár)
A berzesdi fatemplom műemlék Romániában, Fehér megyében. A romániai műemlékek jegyzékében az AB-II-m-A-00193 sorszámon szerepel. Berzesd faluból Gyulafehérvárra telepítették át.